# Marc-Antoine Fortuné
Marc-Antoine Fortuné (Cayena, Guayana Francesa, 2 de julio de 1981) es un futbolista francés, se desempeña como delantero, aunque se trata de un jugador muy polivalente. Actualmente juega en el Chesterfield.

## Clubes
| Club                          | País         | Año         |
| ----------------------------- | ------------ | ----------- |
| Angoulême CFC                 | Francia      | 1998 - 2002 |
| Lille OSC                     | Francia      | 2002 - 2004 |
| FC Rouen (cedido)             | Francia      | 2003 - 2004 |
| Stade Brest                   | Francia      | 2004 - 2005 |
| FC Utrecht                    | Países Bajos | 2005 - 2006 |
| AS Nancy                      | Francia      | 2007 - 2009 |
| West Bromwich Albion (cedido) | Inglaterra   | 2009        |
| Celtic FC                     | Escocia      | 2009 - 2010 |
| West Bromwich Albion          | Inglaterra   | 2010 - 2013 |
| Doncaster Rovers (cedido)     | Inglaterra   | 2011        |
| Wigan Athletic                | Inglaterra   | 2013 - 2015 |
| Coventry City                 | Inglaterra   | 2015 - 2016 |
| Southend United               | Inglaterra   | 2016 - 2018 |
| Chesterfield                  | Inglaterra   | 2018 -      |